# Claudia Weins
Claudia Weins (* um 1970) ist ein ehemaliges deutsches Fotomodell sowie Schönheitskönigin.
1989 wurde die Kölner Meisterin im Geräteturnen zur Miss Nordrhein-Westfalen und im Stadtgarten von Schwäbisch Gmünd zur Miss Germany 1989/90 gekrönt. Bei der Queen of the World erreicht sie am 24. Oktober 1990 in Baden-Baden Platz 4.